# 多摩急行
| 東京メトロ16000系の多摩急行（2016年2月）  |  | JR東日本E233系2000番台の多摩急行（2018年1月）  |
| 東京メトロ16000系の多摩急行 （2016年2月） |  | JR東日本E233系2000番台の多摩急行 （2018年1月） |

多摩急行（たまきゅうこう、Tama Express）は、かつて運転されていた小田急電鉄の列車種別（急行列車）の一種である。2002年から小田原線・多摩線で設定されていたが、2018年に廃止された。

## 背景・概要
千代田線乗り入れの主たる目的は本来「多摩ニュータウン地区と都心地域との連絡路線」であった（東京メトロ千代田線参照）。これまで、小田急電鉄が所要時間や乗り換えの利便性などで圧倒的に不利であった多摩ニュータウン地区対都心地域の輸送で、競合する京王相模原線・都営地下鉄新宿線に対抗する形となっていた。
2005年の一時期に、多摩急行を使った沿線施設への誘致作戦として、「多摩急行でサンリオピューロランドへ行こう」という宣伝ポスターを製作し、沿線や東京地下鉄（東京メトロ）の駅などに掲示していた。
2018年3月17日のダイヤ改正をもって廃止された。
2025年3月15日のダイヤ改正で、 千代田線から小田急小田原線に乗り入れ、多摩線に直通する「急行」が平日や土休日の日中に設定されたことで、実質的に復活した。

## 運行時間減少の背景
2016年3月26日まで朝方上り方面を除く全ての時間帯で多摩急行は運転されていたが、急行停車駅でありながら多摩急行は通過する向ヶ丘遊園駅利用者から多摩急行の停車要望が相次いだこと、日中の快速急行と合わせると優等列車が20分来ないことも含め、2016年3月26日のダイヤ改正以降は日中の多摩急行は急行に変更され、これ以外の時間帯での運転となった。
栗平駅を出て自動放送で新百合ヶ丘駅を案内した後に乗務員から「向ヶ丘遊園には止まりません」とのアナウンスが行われていた。反対に登戸駅で接近案内した後も同様にアナウンスがされていた。

## 運行形態

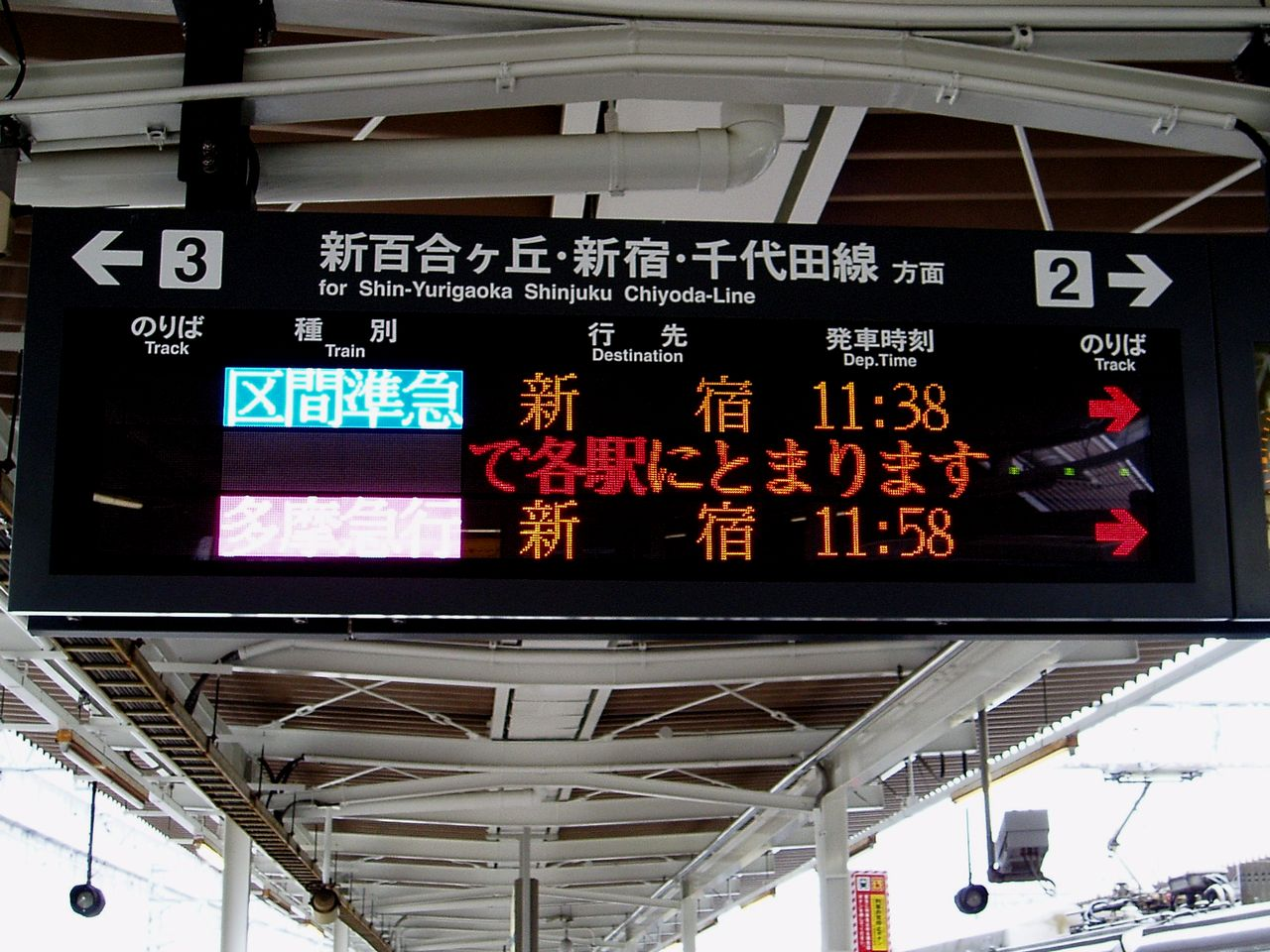
ダイヤが乱れた場合、多摩急行は新宿行となることがあった。

多摩線唐木田駅から小田原線を経由し東京メトロ千代田線綾瀬駅まで、もしくは綾瀬駅より東日本旅客鉄道（JR東日本）常磐緩行線に乗り入れ松戸駅・柏駅・我孫子駅・取手駅まで運行されていた。2016年3月26日のダイヤ改正以前は、綾瀬駅から先のJR線へは小田急4000形は直通することができなかったため、常磐緩行線まで運行する電車はすべて東京メトロの車両で運行されていた。後にJR（E233系2000番台）による小田急線への直通運転も行われ、小田急4000形もJR線へ直通していた。
設定当初は、多くが湘南急行（下り）や急行（上り）の直後に運行されるダイヤ編成で列車間隔が不均等であったため、特に（急行・湘南急行が通過していた経堂駅以外の）小田原線内の利用者が少なかった。しかし、2004年12月11日のダイヤ改正より長距離輸送の速達性を重視した快速急行の新設に伴い急行が減便された成城学園前駅および登戸駅利用者の補完作用も果たすこととなり、小田原線内でも急行の一翼を担うこととなった。同ダイヤ改正より2016年3月25日までは、昼間時間帯の新百合ヶ丘駅では、下りは多摩急行から快速急行へ、上りは快速急行から多摩急行へと乗換が可能となっていた。その一方で、多摩急行が通過する駅では唯一の急行停車駅である向ヶ丘遊園駅については停車していた湘南急行の快速急行への置き換えにより完全な減便となり、昼間時間帯の優等列車は急行4本のみとなっていた。
小田急線・千代田線・常磐線のいずれかでダイヤが乱れた時には運休もしくは行先が新宿駅に変更され、千代田線への直通運転は中止された。千代田線・常磐緩行線の運転再開に比べ、多摩急行の運転再開までは時間がかかることが多く、夜間時間帯では直通運転が再開されずに終電を迎えることも多々見られた。
運転トラブルに備え、東京メトロ16000系電車とJR東日本E233系電車には「新宿」の行先が用意されていた。
2014年3月15日のダイヤ改正で、日中の千代田線内が5分間隔となったことに伴い、平日・土休日ともに日中はすべて常磐線内発着となった。このため、日中は東京メトロの車両のみが運用に就き、小田急4000形は千代田線内での運用に就くようになった。
2016年3月26日のダイヤ改正から、日中の運転系統はそのままで種別が急行（向ヶ丘遊園駅にも停車）に置き換わるのに伴い、本種別はこれ以外の時間帯（平日・土休日問わず）での運転となった。また同改正からJR、東京メトロ、小田急の3社の車両が各社の路線に相互直通することが可能になりJRの車両が運用に加わった。

### 使用車両
ともに相互乗り入れを前提としているため、地下鉄乗り入れ車両が充当されていた。

#### 小田急電鉄
- 4000形

#### 東京メトロ
- 16000系

#### JR東日本
- E233系2000番台 - 2016年3月26日のダイヤ改正より乗り入れ開始。

なお、JR東日本の209系1000番台は小田急線への乗り入れが非対応であるため、多摩急行で使用されることはなかった。

### 過去の使用車両

#### 小田急電鉄
- 1000形（2002年3月23日 - 2010年）

#### 東京メトロ
- 06系　（2002年3月23日 - 2015年）
- 6000系　（2002年3月23日 - 2017年）

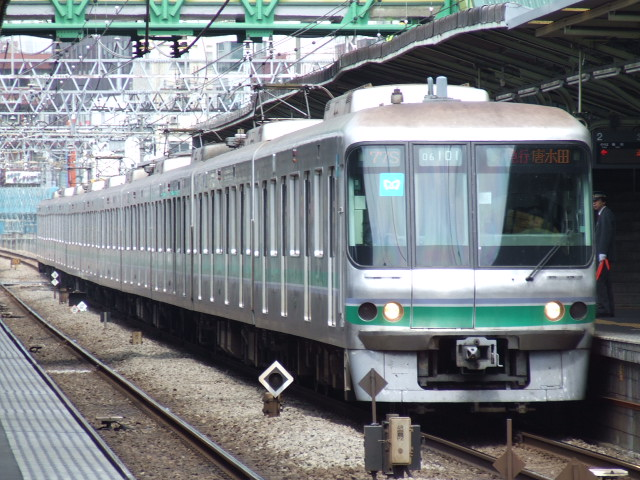
東京メトロ06系
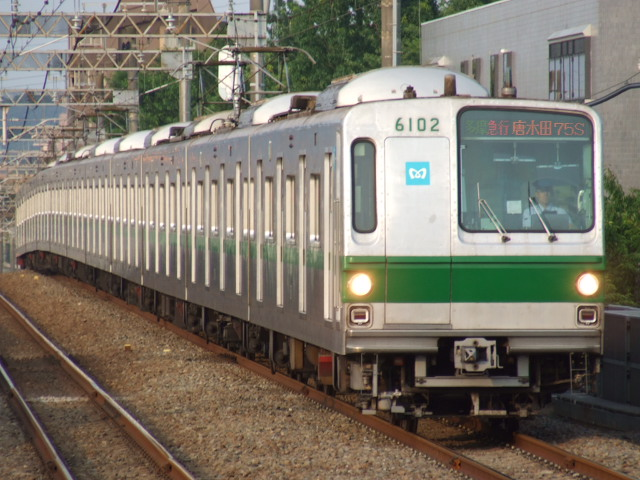
東京メトロ6000系 （小田急線内で撮影）
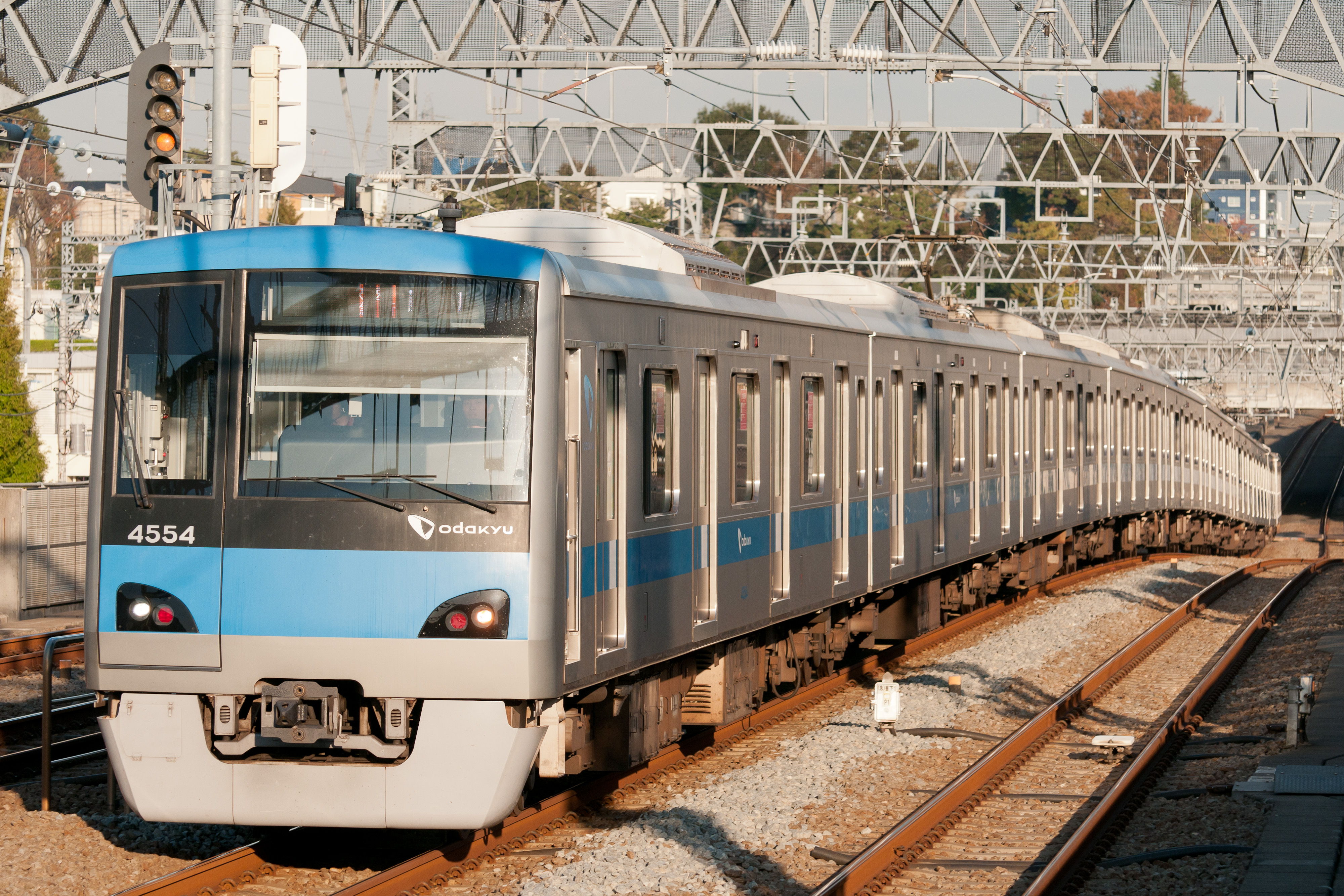
小田急4000形 （画像は快速急行）
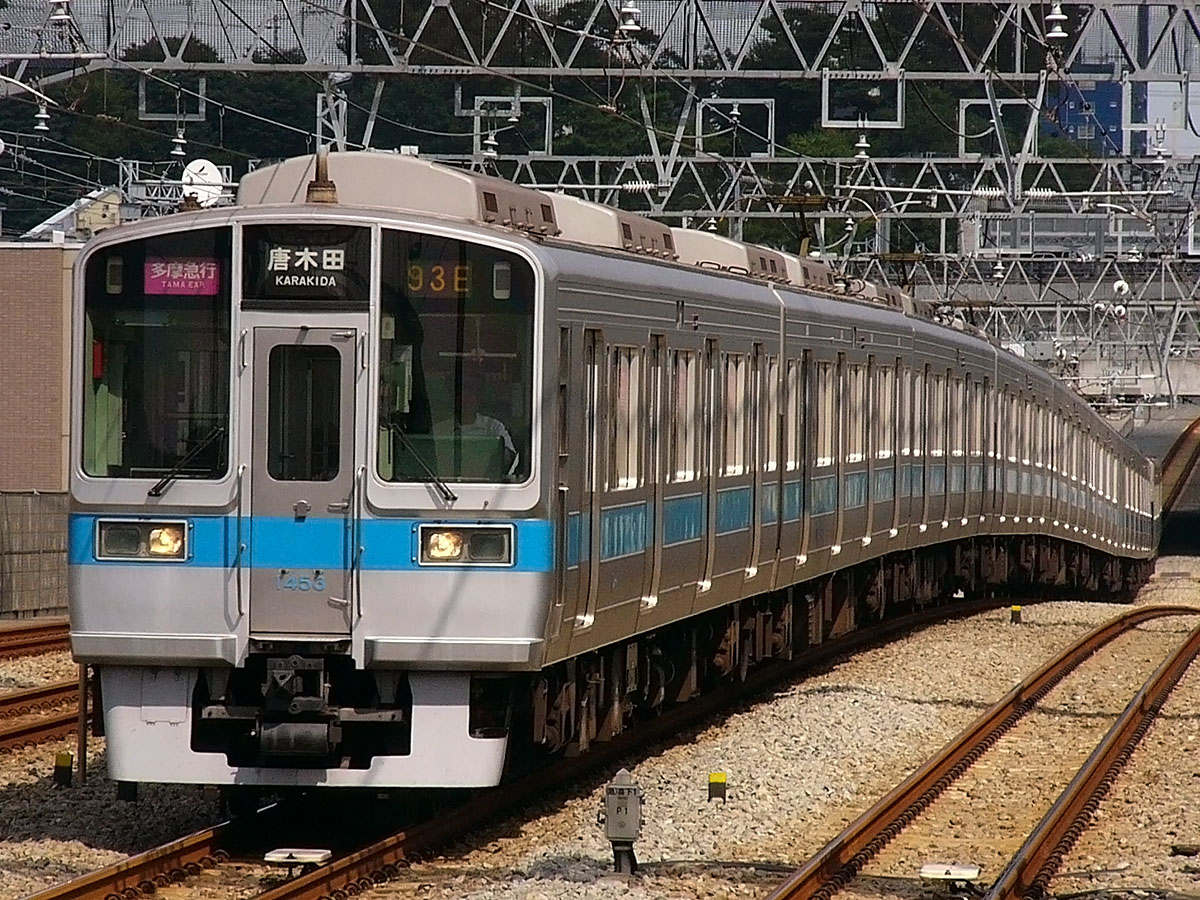
小田急1000形

## 千代田線・小田急線直通列車について
1978年（昭和53年）3月31日、当時の帝都高速度交通営団（営団地下鉄）千代田線全線開業に伴い千代田線 - 小田急線相互乗入が開始された。当時は乗り入れ対応車両が6編成しかなかったため、1日上下ともわずかに14本、平日の朝夕のみの乗り入れであった。小田急線内は「準急」として設定され、折り返し設備上の問題からすべて本厚木駅発着であった。なお、経堂駅はホームの長さが8両編成分しかなかったため、10両編成の直通列車は例外的に通過となった。1990年までは、これ以外にも運用の都合上で生田駅・読売ランド前駅・百合ヶ丘駅を通過するものもあった。その後、休日の乗り入れや複々線化工事進捗に伴う10両編成対応による経堂駅停車が実現したものの、2000年12月1日までは朝夕が中心で日中はほとんど運転されなかった。12月2日のダイヤ改正から直通準急が大幅に増発され、朝夕に加え日中時間帯についても千代田線内 - 相模大野駅間で30分間隔での設定となった。また、このダイヤ改正で千代田線に直通する唐木田発の急行が新設された。
2002年3月23日のダイヤ改正で、それまでの相模大野駅発着直通準急の大部分を置き換える形で唐木田駅発着の多摩急行が新設された。
2003年3月29日、営団の車両を用いた列車は原則的に全て多摩線直通の急行または多摩急行での運転となる（2016年3月26日ダイヤ改正にて本厚木方面直通の準急運用が復活）。2004年12月11日のダイヤ改正より、運転時間帯が夜間まで拡大されるとともに、乗り入れ先の車庫での停泊も行われるようになった。
2016年3月26日のダイヤ改正で、前述の通りJR東日本・小田急電鉄の車両による3社直通運転が開始された。これに合わせて日中時間帯の輸送形態が大幅に変更され、快速急行・急行・各駅停車が毎時6本ずつ、約10分間隔でのダイヤとなるのに伴い、同時間帯の千代田線直通列車はこのうち3本（20分間隔）の急行に変更となった。それに伴い、多摩急行はこれ以外の時間帯での運転となり、夕夜間に千代田線直通の準急が再設定された。
JR線内では他の列車と同様、東京メトロ6000系を除いて「各駅停車」と表示していた。これは多摩急行登場以前の準急も同様であり、唐木田駅行の種別は綾瀬駅で多摩急行に変更され、小田急からの直通列車は代々木上原駅から各駅停車（種別は無表示。6000系以外で常磐線直通電車の場合は「各駅停車」と表示）に変更された。JR線内発の列車の場合、E233系2000番台は小田急線内の停車駅を、東京メトロ16000系電車と小田急4000形は「各駅停車」の下に「小田急線 多摩急行」とLCDで表示した。また、「千代田線内代々木上原まで各駅停車」であること、「小田急線内多摩急行」であることをアナウンスに付け加えることもあった。これは、JR側のシステムの都合と、日本国有鉄道（国鉄）時代からJRの原則では急行は急行料金を必要とする列車であり、準急も料金制度は廃止されているが、常磐緩行線は「各駅停車」のみ走る路線であり、常磐快速線も並走しているため、混乱を招く可能性があるからである（常磐快速線では「快速」の種別表示はしない）。そもそも、JRの前身の国鉄時代には、近距離電車の各駅停車に対する速達種別として「急行電車」があったものの、急行列車との区別の問題から「快速電車」と改称した経緯がある（中央線快速・急行列車#急行電車（急電）も参照）。
小田急の車両が千代田線内で各駅停車の運用となる場合（千代田線内のみの運転および小田急線からの直通列車での代々木上原駅から先）、かつて使用された1000形では種別用の幕は各駅停車の青文字の幕ではなく黒地無地幕となっていた。LED式の4000形の場合は、枠いっぱいに行先が表示された（駅停車時には下部に「次は■■■」の表示がされる）が、廃止直前には全ての運用で必ず左に青地で「各駅停車」と表示されていた。
平日の朝や日中時間帯は、直通の急行が運転された。なおこの急行は所定の停車駅に基づいていたため、新宿駅発着の急行と同様に向ヶ丘遊園駅に停車し、また、朝ラッシュ時については経堂駅は通過した。
千代田線内における車内の英語自動放送では、2016年までは一部の東京メトロ車では種別名を省略していたが、小田急4000形は登場時から、それ以外の車両も2016年の放送更新以降は種別名を放送していた（「This train is Tama-Express bound for Karakida」となる）。
しかし小田原線の複々線化完成に伴う2018年3月17日のダイヤ改正では一転して、多摩急行や千代田線直通の急行は廃止となり、日中の急行は千代田線直通から新宿方面に置き換わるほか、朝の通勤時間帯に小田急多摩センター駅 - 新宿駅間を運行する通勤急行の新設や、帰宅時間帯における新宿駅発の快速急行の新設など、多摩線の優等列車は千代田線直通から新宿方面直通へ転換されることとなった。
2022年3月11日をもって千代田線直通列車の多摩線への乗り入れは一旦終了したが、2025年3月15日からは平日と土休日の日中に再び乗り入れが再開された。

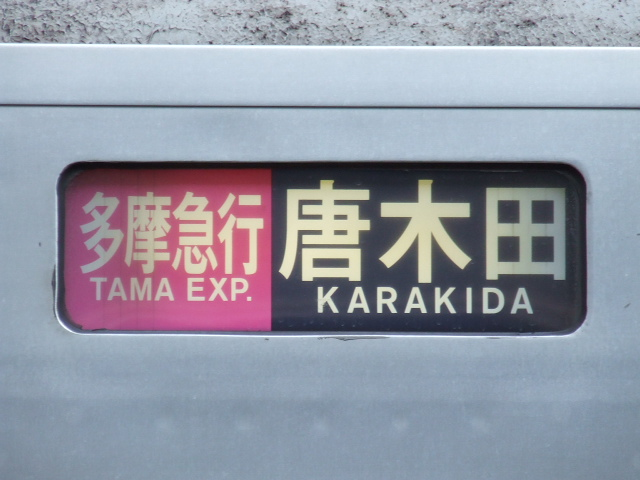
多摩急行唐木田駅行の場合、綾瀬駅→唐木田駅間は、このように表示されていた。
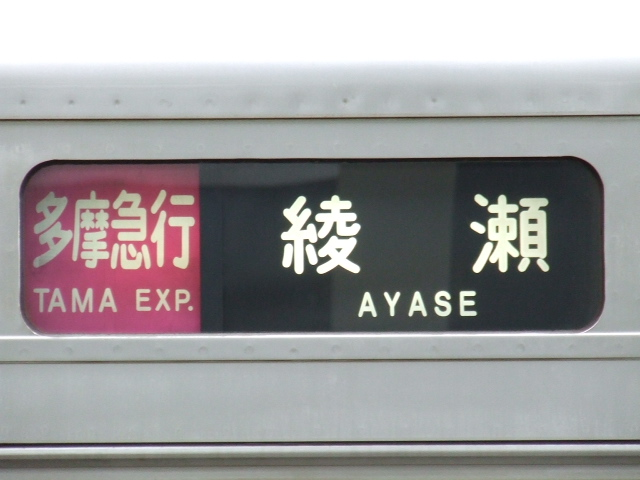
多摩急行綾瀬駅行の場合、唐木田駅→代々木上原駅間は、このように表示されていた。
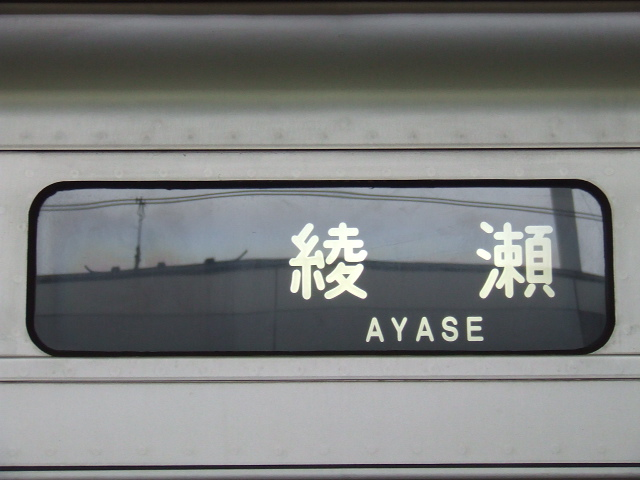
千代田線内運用および多摩急行綾瀬駅行の代々木上原駅→綾瀬駅間は、種別が無表示となった。
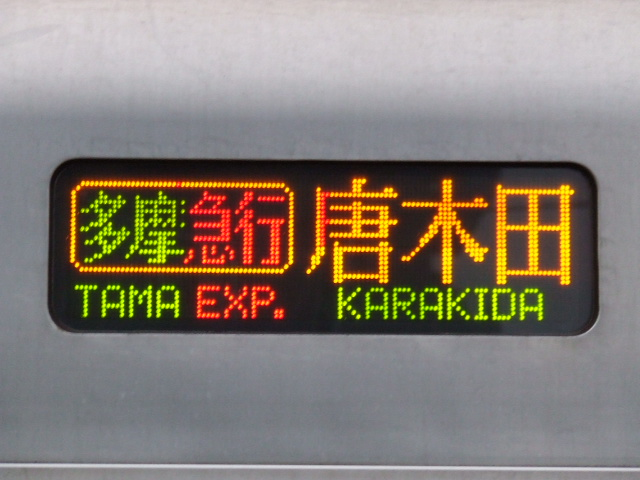
06系のLED表示の場合日本語・英語も多摩が黄緑で急行は赤であった（6000系も同様）。
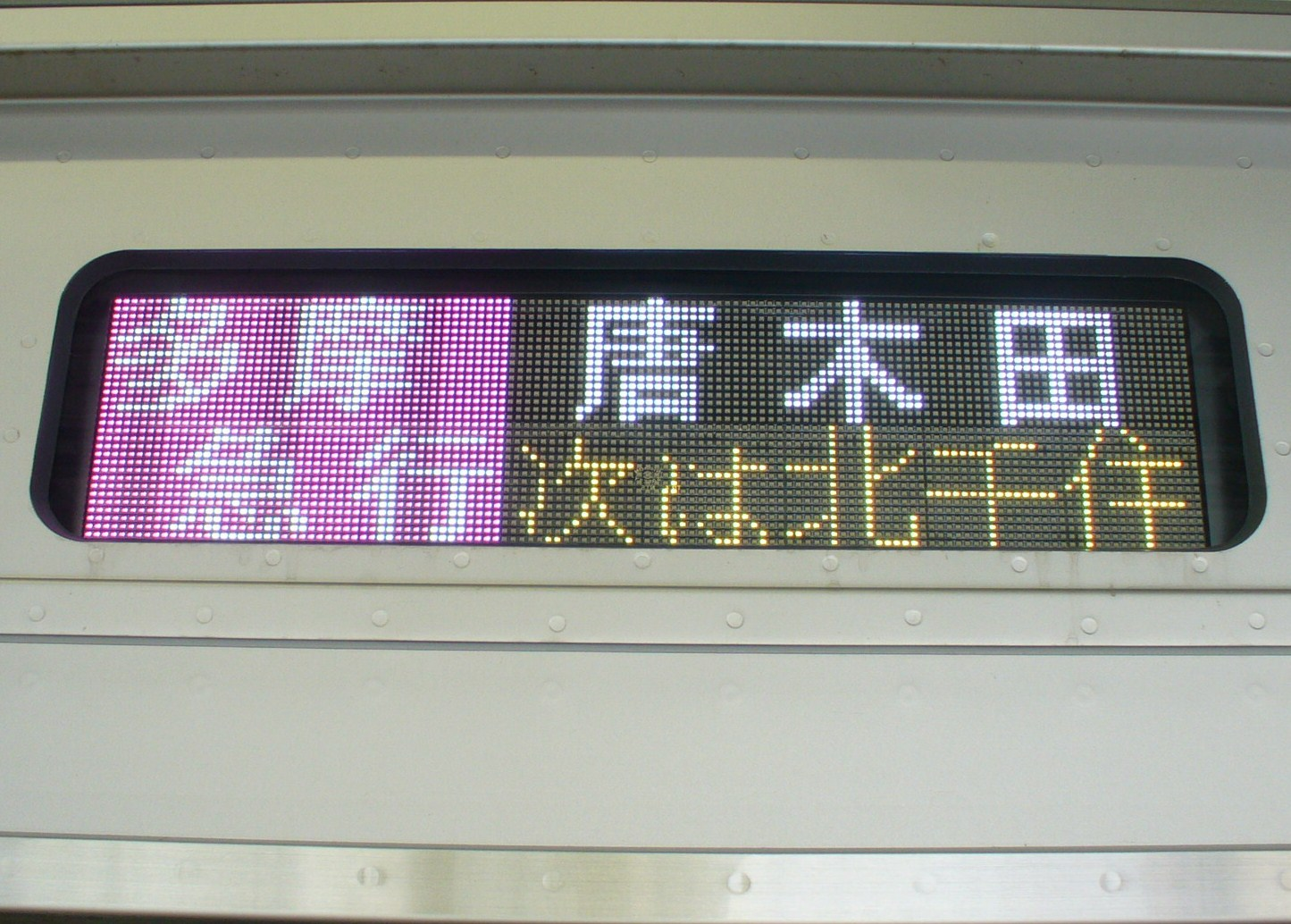
小田急4000形のフルカラーLED表示の場合、同形がJR東日本E233系をベースにしているため、右下に「次は■■■」の表示があった。
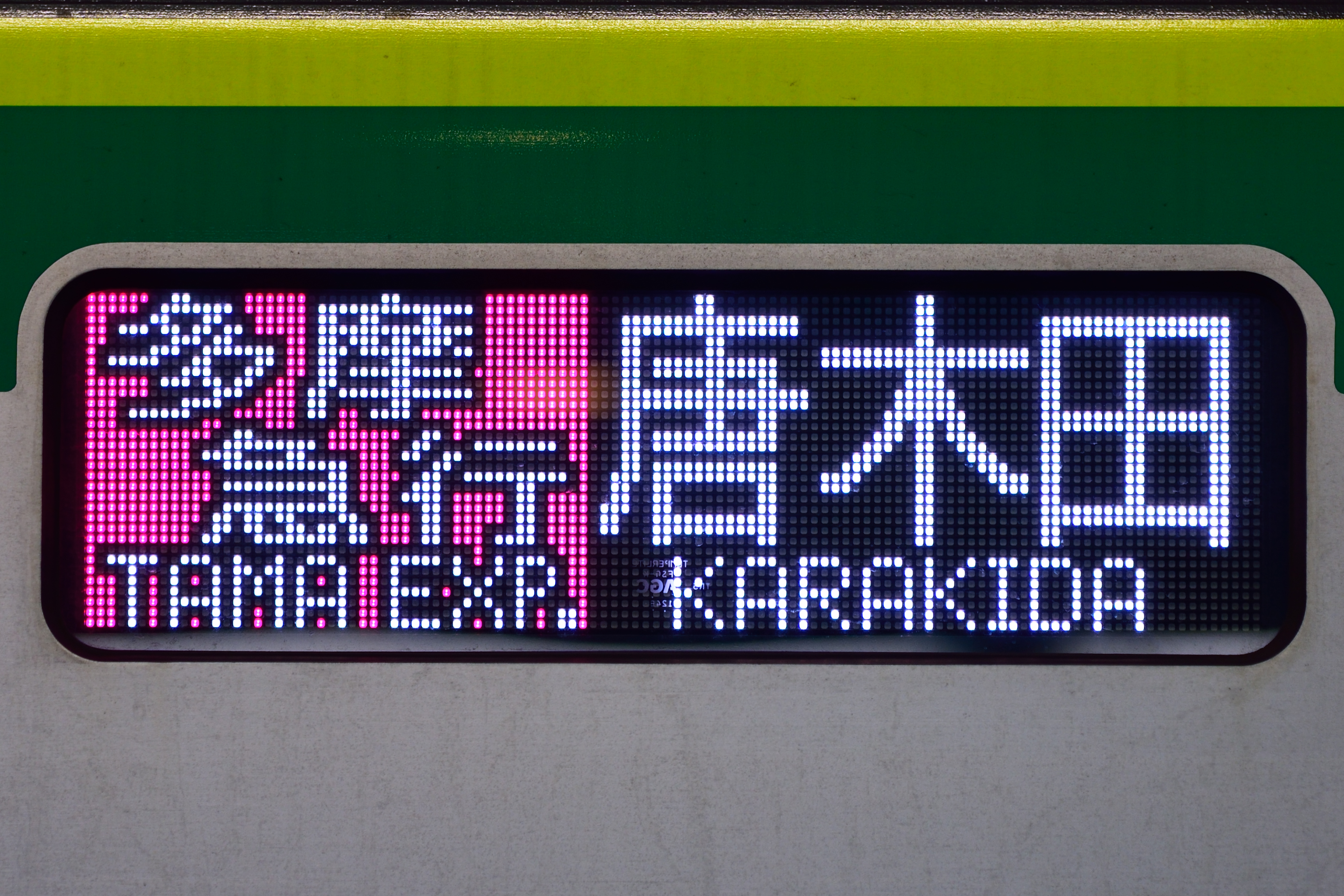
16000系のフルカラーLEDの場合、3色LED表示と異なり、種別色は方向幕車と同様であった

## 停車駅
乗り入れ先である千代田線・常磐緩行線内（代々木上原駅 - 綾瀬駅 - 取手駅間）はすべての駅に停車していた。
- 停車駅
（常磐緩行線各駅） - 綾瀬駅 - （千代田線各駅） - 代々木上原駅 - 下北沢駅 - 経堂駅 - 成城学園前駅 - 登戸駅 - 新百合ヶ丘駅 - 栗平駅 - 小田急永山駅 - 小田急多摩センター駅 - 唐木田駅